# Plagiochila semiaperta
Plagiochila semiaperta là một loài rêu trong họ Plagiochilaceae. Loài này được Schiffner mô tả khoa học đầu tiên.
Danh pháp khoa học của loài này chưa được làm sáng tỏ. 